# 萨拉曼卡市 (纽约州)
萨拉曼卡（Salamanca）是美国纽约州卡特罗格斯县的一座城市，位于由纽约州塞内卡人管理的阿勒格尼印第安保留区内。 2010年人口普查时人口为5815人。 它以19世纪中叶的西班牙贵族和内阁部长何塞·德萨拉曼卡（José de Salamanca）命名。